# Svengali (film 1931)
Svengali è un film del 1931 diretto Archie Mayo. Ha ricevuto due candidature ai Premi Oscar come miglior fotografia e come miglior scenografia.
Svengali è un pianista malvagio che riesce a sedurre con l'ipnosi una giovane modella rubandola al suo innamorato Bilee, un pittore. Sotto l'influsso del malevolo Svengali la ragazza diventerà una cantante famosa.

## Trama
Il maestro di canto Svengali, un sinistro individuo, fulmina con lo sguardo la sua allieva Honori, bella ma senza talento, quando questa gli confessa di aver sì lasciato il marito, ma di non aver preso il denaro che lui le offriva. La donna, urlando, abbandona la stanza e, qualche tempo dopo, il suo corpo senza vita viene trovato in riva alla Senna.
Senza mostrare alcuna commozione per la morte di Honori, Svengali esce con Gecko, il suo assistente, per visitare alcuni artisti inglesi che abitano nel Quartiere latino. Incontrano per strada la bella lattaia Trilby O'Ferrall che fa la modella per i pittori. Svengali è attirato dalla giovane ma questa è innamorata di un pittore per il quale posa, il giovane Billee.
Qualche giorno dopo, Svengali approfitta di un mal di testa di Trilby per ipnotizzarla: la donna cade così in sua balìa, controllata dall'uomo con la forza del pensiero. Billee un giorno la scopre posare nuda per alcuni artisti: litiga con lei e Svengali le suggerisce di fingere il suicidio così da poterlo lasciare e andarsene via con lui.
Conosciuta con il nome di Madame Svengali, Trilby, con l'aiuto dei poteri del suo "maestro", è diventata una celebre cantante conosciuta in tutta Europa. Sono passati cinque anni da quando ha lasciato Billee. Un giorno, i suoi vecchi amici assistono al debutto parigino della grande cantante, riconoscendo in lei Trilby, la ragazza che credevano morta. Determinato a riprendersi la sua innamorata di un tempo, Billee mette a dura prova con la sua ossessiva presenza agli spettacoli i poteri di Svengali. Per poter controllare Trilby, l'ipnotizzatore deve dare fondo a tutte le sue forze. Riduce così il numero degli spettacoli, fino a ridursi alla sola esibizione in un cabaret egiziano.
Ma Svengali non riesce a resistere e, durante lo spettacolo, Trilby - priva del suo sostegno - canta terribilmente stonata. L'uomo muore chiedendo di avere il suo amore nella morte come non lo ha mai avuto in vita. Trilby allora muore anche lei, tra le braccia di Billee.

## Produzione
Il film fu prodotto dalla Warner Bros. Pictures. Venne girato - dal 12 gennaio al 21 febbraio 1931 - nei Warner Brothers Burbank Studios, al 4000 di Warner Boulevard, a Burbank.

## Distribuzione
Distribuito dalla Warner Bros. Pictures, uscì nelle sale cinematografiche statunitensi il 22 maggio 1931.
La pellicola è entrata nel pubblico dominio negli Stati Uniti.